# Хиляль Аль-Кудс
«Хиляль Аль-Кудс» (араб. هلال القدس‎) — палестинский футбольный клуб из Иерусалима. Основан в 1972 году. Выступает в Премьер-лиге Западного берега реки Иордан. Домашние матчи проводит на Международном Стадионе Файсала Аль-Хуссейна, вмещающем 12 500 зрителей.

## История
Клуб был основан в 1972 году и назван Аль-Кудс Хиляль, что в переводе означает Иерусалим Хиляль. Клуб является трёхкратным обладателем «Кубка Палестины» и трёхкратным Чемпионом Палестины (Премьер-лига Западного берега). По итогам победы в сезоне 2011/2012, клуб получил право сыграть в Кубке президента АФК 2013, где дошёл до финального этапа, из которого пропустил в финал пакистанский KRL.

## Достижения
- Обладатель «кубка Палестины» (1)

2011, 2014, 2018
- Чемпион Палестины (4)

2012, 2017, 2018, 2019.